# Sligo GAA
Le Sligo County Board of the Gaelic Athletic Association ou plus simplement Sligo GAA est une sélection de sports gaéliques basée dans la province du Connacht. Elle est responsable de l’organisation des sports gaéliques dans le Comté de Sligo et des équipes qui le représente dans les rencontres inter-comtés. 

## Histoire
Avec une population bien inférieure en nombre à celle des deux forces dominantes du Connacht, Galway GAA et Mayo GAA et une place à partager avec le football bien ancré dans le Comté avec les Sligo Rovers, Sligo GAA n’a jamais réussi à parvenir au sommet des sports gaéliques à l’exception de trois titres dans le championnat du Connacht en 1928, 1975 et 2007.
En hurling la situation n’est pas meilleure. Les seuls titres de gloire du comté sont une victoire en championnat d’Irlande junior en 1968 et deux en 3e division de la ligue nationale de hurling en 2005 et 2008.

## Clubs
En football gaélique, les trois principaux clubs du Comté sont Tubbercurry avec 19 victoire en championnat du Comté, St Mary’s avec 10 victoires et Tourlestrane avec 9 victoires. Depuis 1989, aucune équipe n’a réussi à remporter deux fois de suite le championnat de Sligo.

## Palmarès

### Football gaélique
- Championnat du Connacht : 3
  - Vainqueur en 1928, 1975 et 2007

#### All-stars
Quatre footballeurs du Sligo ont été élus dans des équipes de All-star : Mickey Kearins  en 1971, Barnes Murphy en 1974 et Eamon O’Hara en 2002.

### Hurling
- Nicky Rackard Cup : 1
  - 2008